# Pedro Opazo

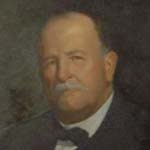
Pedro Opazo (1931)

Pedro Opazo Letelier (* 20. Juli 1876 in Talca; † 9. April 1957 in Santiago de Chile) war ein chilenischer Politiker. Vom 26. bis 27. Juni 1931 amtierte er für einen Tag als Präsident seines Landes.
Opazo studierte Medizin an der Universidad de Chile. Er gehörte der Liberaldemokratischen Partei an. 1920 wurde er vom scheidenden Präsidenten Juan Luis Sanfuentes für ein halbes Jahr zum Kriegs- und Infrastrukturminister berufen. Ab 1921 vertrat er den Distrikt Talca erst im Abgeordnetenhaus, ab 1924 dann im Senat.
1930 wurde er zum Präsidenten des Senats gewählt. In dieser Funktion rutschte er nach dem Rücktritt von Präsident Carlos Ibáñez del Campo und seinem gesamten Kabinett gemäß der Verfassung am 26. Juli 1931 als amtierender Vize-Präsident an die Staatsspitze Chiles. Opazo nutzte diesen Tag, um ein neues Kabinett zu berufen, als dessen Innenminister er Juan Esteban Montero auswählte, dem er auch sofort das Amt des Vize-Präsidenten übertrug. Insgesamt dauerte Opazos Amtszeit als Staatschef damit weniger als 24 Stunden.
Mit der Übergabe der Amtsgeschäfte an Montero arbeitete Opazo wieder als Senator; bei den Wahlen von 1932 wurde er wiedergewählt und blieb bis zum 23. Mai 1944 im Amt des Senatspräsidenten.
| Personendaten    | Personendaten          |
| ---------------- | ---------------------- |
| NAME             | Opazo, Pedro           |
| ALTERNATIVNAMEN  | Opazo Letelier, Pedro  |
| KURZBESCHREIBUNG | chilenischer Politiker |
| GEBURTSDATUM     | 20. Juli 1876          |
| GEBURTSORT       | Talca                  |
| STERBEDATUM      | 9. April 1957          |
| STERBEORT        | Santiago de Chile      |